# Lissocnemitis argolyca
Lissocnemitis argolyca är en fjärilsart som beskrevs av Edward Meyrick 1935. Lissocnemitis argolyca ingår i släktet Lissocnemitis och familjen signalmalar. Inga underarter finns listade i Catalogue of Life.